# راگبی ۷ نفره در المپیک تابستانی ۲۰۱۶
راگبی ۷ نفره یکی از ورزش‌های بازی‌های المپیک تابستانی ۲۰۱۶ است که از ۶ تا ۱۱ اوت ۲۰۱۶ برگزار شده است.
این مسابقات در دو بخش مردان و زنان در ورزشگاه دئودورو انجام شده.

## مسابقات انتخابی

### مسابقات مردان
| رقابت                            | تاریخ          | میزللان              | سهمیه | کشور انتخاب شده     |
| -------------------------------- | -------------- | -------------------- | ----- | ------------------- |
| کشور میزبان                      | ۲ اکتبر ۲۰۰۹   | کپنهاگ               | ۱     | برزیل               |
| سری مسابقات راگبی ۲۰۱۴–۱۵        | ۱۷ مه ۲۰۱۵     | Various              | ۴     | فیجی                |
| سری مسابقات راگبی ۲۰۱۴–۱۵        | ۱۷ مه ۲۰۱۵     | Various              | ۴     | آفریقای جنوبی       |
| سری مسابقات راگبی ۲۰۱۴–۱۵        | ۱۷ مه ۲۰۱۵     | Various              | ۴     | نیوزیلند            |
| سری مسابقات راگبی ۲۰۱۴–۱۵        | ۱۷ مه ۲۰۱۵     | Various              | ۴     | بریتانیای کبیر      |
| مسابقات راگبی کونسور ۲۰۱۵        | ۷ ژوئن ۲۰۱۵    | سانتا فه             | ۱     | آرژانتین            |
| مسابقات راگبی ناکرا ۲۰۱۵         | ۱۴ ژوئن ۲۰۱۵   | کری، کارولینای شمالی | ۱     | ایالات متحده آمریکا |
| مسابقات قهرمانی راگبی اروپا ۲۰۱۵ | ۱۲ ژوئیه ۲۰۱۵  | Various              | ۱     | فرانسه              |
| مسابقات راگبی آرفو ۲۰۱۵          | ۸ نوامبر ۲۰۱۵  | هنگ کنگ              | ۱     | ژاپن                |
| مسابقات قهرمانی راگبی اقیانوسیه  | ۱۵ نوامبر ۲۰۱۵ | آوکلند               | ۱     | استرالیا            |
| مسابقات قهرمانی راگبی آفریقا     | ۱۵ نوامبر ۲۰۱۵ | ژوهانسبورگ           | ۱     | کنیا                |
| مسابقات انتخابی المپیک           | ۱۹ ژوئن ۲۰۱۶   | موناکو               | ۱     | اسپانیا             |
| مجموع                            | مجموع          | مجموع                | ۱۲    |                     |

| رقابت                                | تاریخ           | میزللان              | سهمیه | کشور انتخاب شده     |
| ------------------------------------ | --------------- | -------------------- | ----- | ------------------- |
| کشور میزبان                          | ۲ اکتبر ۲۰۰۹    | کپنهاگ               | ۱     | برزیل               |
| سری مسابقات راگبی ۲۰۱۴–۱۵            | ۲۳ مه ۲۰۱۵      | Various              | ۴     | نیوزیلند            |
| سری مسابقات راگبی ۲۰۱۴–۱۵            | ۲۳ مه ۲۰۱۵      | Various              | ۴     | کانادا              |
| سری مسابقات راگبی ۲۰۱۴–۱۵            | ۲۳ مه ۲۰۱۵      | Various              | ۴     | استرالیا            |
| سری مسابقات راگبی ۲۰۱۴–۱۵            | ۲۳ مه ۲۰۱۵      | Various              | ۴     | بریتانیای کبیر      |
| مسابقات راگبی کونسور ۲۰۱۵            | ۷ ژوئن ۲۰۱۵     | سانتا فه             | ۱     | کلمبیا              |
| مسابقات راگبی ناکرا ۲۰۱۵             | ۱۴ ژوئن ۲۰۱۵    | کری، کارولینای شمالی | ۱     | ایالات متحده آمریکا |
| مسابقات قهرمانی راگبی اروپا ۲۰۱۵     | ۲۱ ژوئن ۲۰۱۵    | Various              | ۱     | فرانسه              |
| مسابقات قهرمانی راگبی آفریقا ۲۰۱۵    | ۲۷ سپتامبر ۲۰۱۵ | ژوهانسبورگ           | ۱     | کنیا[۱]             |
| مسابقات قهرمانی راگبی اقیانوسیه ۲۰۱۵ | ۱۵ نوامبر ۲۰۱۵  | آوکلند               | ۱     | فیجی                |
| مسابقات راگبی آرفو ۲۰۱۵              | ۲۹ نوامبر ۲۰۱۵  | Various              | ۱     | ژاپن                |
| مسابقات انتخابی المپیک               | ۲۶ ژوئن ۲۰۱۶    | دوبلین               | ۱     | اسپانیا             |
| مجموع                                | مجموع           | مجموع                | ۱۲    |                     |

## نتایج
| رویداد | طلا            | نقره                 | برنز                |
| ------ | -------------- | -------------------- | ------------------- |
| مردان  | فیجی (FIJ)     | بریتانیای کبیر (GBR) | آفریقای جنوبی (RSA) |
| زنان   | استرالیا (AUS) | نیوزیلند (NZL)       | کانادا (CAN)        |

## جدول مدال‌ها
| رتبه  | کشور           | طلا | نقره | برنز | مجموع |
| 1     | استرالیا       | ۱   | ۰    | ۰    | ۱     |
| 1     | فیجی           | ۱   | ۰    | ۰    | ۱     |
| 2     | بریتانیای کبیر | ۰   | ۱    | ۰    | ۱     |
| 2     | نیوزیلند       | ۰   | ۱    | ۰    | ۱     |
| 3     | کانادا         | ۰   | ۰    | ۱    | ۱     |
| 3     | آفریقای جنوبی  | ۰   | ۰    | ۱    | ۱     |
| مجموع | مجموع          | ۲   | ۲    | ۲    | ۶     |

## مدال‌آوران
| رویداد | طلا | نقره | برنز |
| مردان  | فیجی (FIJ) - میسیوسی داکوواکا - آپیسای دومولایلای - اوسئا کولینیسائو - سمی کوناتانی - ویلیام ماتا - لئون ناکاراوا - واتمو راوووو - کیتیونه تالیگا - جوسوا تویسووا - جری تووای - جاسا ورمالوا - سامیسونی ویریویری | بریتانیای کبیر (GBR) - مارک بنت - دن بیبی - فیل برگس - سام کراس - جیمز دیویس - اولی لیندسی هاگ - روآرید مک کانچی - تام میچل - دن نورتون - مارک رابرتسون - جیمز رودول - مارکوس واتسون              | آفریقای جنوبی (RSA) - سیسیل آفریقا - تیم آگابا - کایل براون - خوان دو جونگ - جاستین گدولد - فرانسوا هوگارد - ورنر کوک - چسلین کلبه - دیلن سیج - کواگا اسمیت - فیلیپ اسنیمن - روزکو اسپکمن |
| زنان   | استرالیا (AUS) - نیکول بک - شارلوت کاسلیک - امیلی چری - کلوئی دالتون - جما اتریج - الیا گرین - شانون پاری - اوانیا پلیت - آلیسیا لوکاس - اما تونگاتو - ایمی ترنر - شارنی ویلیامز                                 | نیوزیلند (NZL) - شکیرا باکر - کلی بریزر - گیل بروتون - ترزا فیتزپاتریک - سارا هیرینی - هوریانا مانوئل - کیلا مک‌آلیستر - تایلا ناتان-ونگ - ترینا ته تماکی - رابی توی - نایل ویلیامز - پورتیا وودمن | کانادا (CAN) - بریتنی بن - هانا دارلینگ - بیانکا فارلا - جن کیش - گیسلین لندری - مگان لوکان - کیلا مولسکی - کارن پاکوین - کلی راسل - اشلی استیسی - ناتاشا واتچم-روی - چاریتی ویلیامز      |